# Ranunculus diodon
Ranunculus diodon är en ranunkelväxtart som beskrevs av S. Ericsson. Ranunculus diodon ingår i släktet ranunkler, och familjen ranunkelväxter. Inga underarter finns listade i Catalogue of Life.